# Pteroptrix albifemur
Pteroptrix albifemur är en stekelart som först beskrevs av Alexandre Arsène Girault 1915. 
Pteroptrix albifemur ingår i släktet Pteroptrix och familjen växtlussteklar. Inga underarter finns listade i Catalogue of Life.